# Вілла Годі

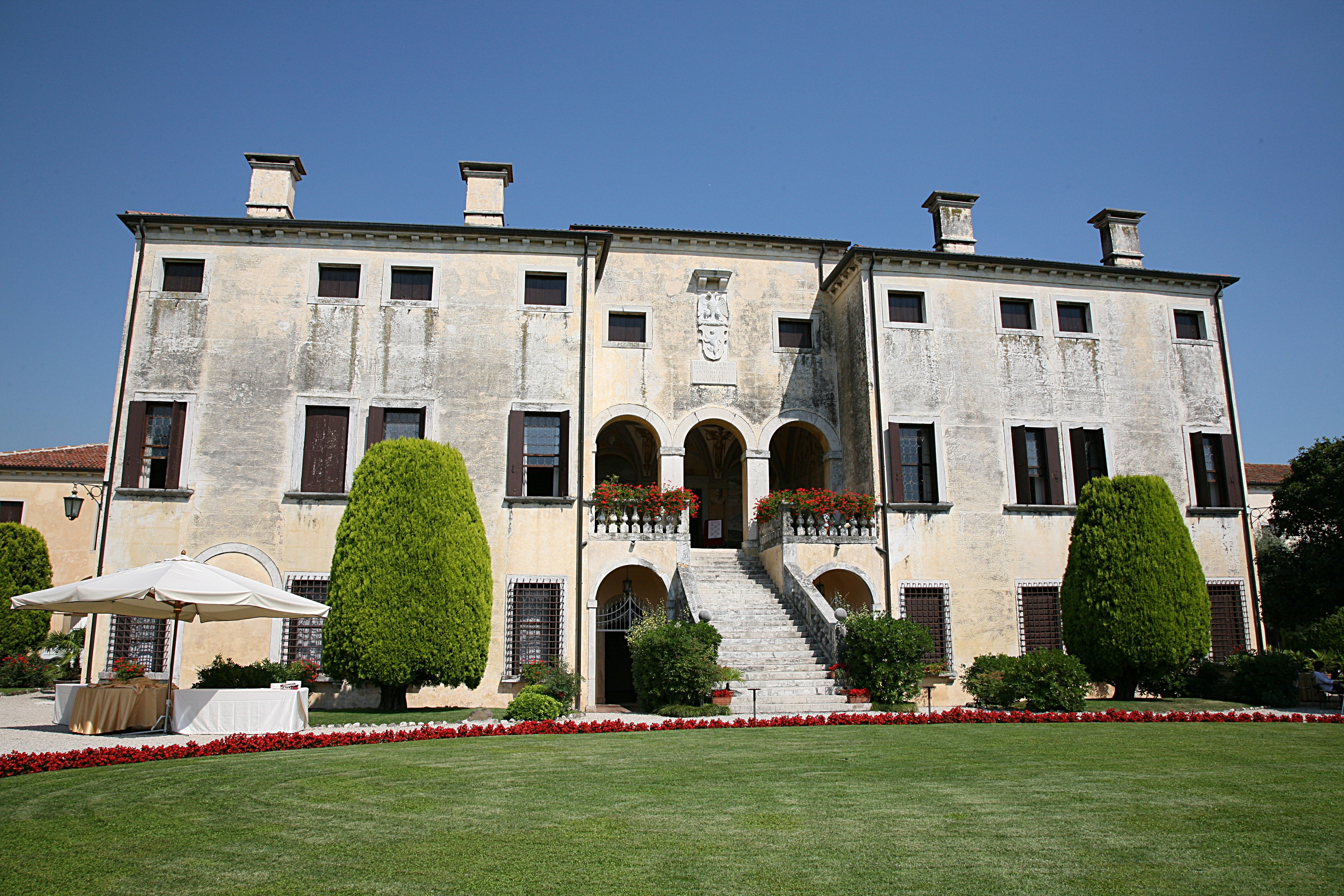
Вілла Годі. Садовий фасад

45°44′46″ пн. ш. 11°32′04″ сх. д. / 45.746141° пн. ш. 11.534439° сх. д.
Вілла Годі (італ. Villa Godi) — заміська вілла, що знаходиться у Луго-ді-Віченца, провінція Віченца, Північна Італія. Збудована у 1537—1542 роках за проектом італійського архітектора Андреа Палладіо (1508—1580). У 1996 році вілла у складі об'єкту «Місто Віченца та вілли Андреа Палладіо у Венето» була включена до списку Світової спадщини ЮНЕСКО.

## Опис
Вілла Годі вважається однією із перших робіт Палладіо. Будівництво вілли почалося у 1537 році, саме у той період, що передував першій подорожі архітектора до Риму. І хоча у той момент завдяки поету і драматургу Джанджорджо Тріссіно (1478—1550) Палладіо вже зацікавився античністю, у цій будівлі, він продемонстрував інтерес до архітектури саме свого часу. Форми вілли Годі мають схожі риси із віллою Тріссоні у Кріколі, оскільки  Палладіо брав участь у її будівництві як архітектор у складі майстерні Педемуро. Обидві будівлі мають досить скромні середні частини, що оточені боковими виступами. 
Також обидві будівлі мають осьову симетрію, а головною відмінністю вілли Годі від вілли Тріссіно є інший підхід Палладіо до звичайного типу двоколонної вілли: він запровадив середню частину між двома ризалітами, кожен із яких перевершує середню частину по ширині. Ризаліти отримують перевагу у порівнянні із середньою частиною будівлі. І хоча по усьому фасаду проходять вертикальні осі, що створюють рівномірний ритм, загальну врівноваженість йому придають групи здвоєних вікон на фасадах ризалітів — так виникає ефект противаги ризалітів центральної осі. Рівні і необроблені площини стін, які з'являються на фасадах ризалітів між вертикальними осями, роблять їх надто масивними у порівнянні із середньою частиною будівлі. 
Цілісність бельетажу порушується трьома арками, що відділяють лоджії. На першому поверсі аркові прорізи облямовують сходи, що ведуть до лоджії. Завершення зверху утворюють так звані антресольні вікна, між якими розташовані сімейні герби родини Годі. На другому фасаді вілли помітно, що середня частина не «втоплена», як на садовому фасаді, а, навпаки, виступає із корпусу будівлі на зразок ризаліту. Однак, Палладіо вважав, що вілла має залишатися єдиним організмом, і забираючи в одному місці, він додавав в іншому. На початковому проекті вілли не було передбачено венеціанське вікно на садовому фасаді. Воно було додане у 1550 році у ході робіт з декоративного оздоблення зали бельетажу, для чого був спеціально запрошений сам Палладіо. Стіни Зали муз розписав фресками художник Баттіста дель Моро (1512—1568). Вітальня була прикрашена сценами, що символізують мир та справедливість, оскільки ці теми набули особливої популярності після війни Камбрійської ліги (1508—1516).
|  |  |